# Segrosoma
I segrosomi sono complessi proteici che veicolano la segregazione di plasmidi e cromosomi durante la divisione cellulare batterica.
Nei batteri il segrosoma svolge la funzione analoga a quella eseguita dal fuso mitotico nelle cellule eucariotiche (strutturalmente molto più complesso).
I segrosomi sono solitamente costituiti da tre componenti base: 
- il materiale genetico (plasmide o cromosoma) che devono essere suddivisi nelle cellule figlie
- una proteina motore che genera le forze meccaniche necessarie per realizzare la separazione
- una proteina che lega il DNA e lo mette in comunicazione con le proteine motore per formare il complesso del segrosoma.

## Proteine motore presenti nel segrosoma
La maggior parte delle proteine motore che costituiscono il segrosoma plasmidico sono Walker-tipo o ATPasi di tipo ParM. La formazione del segrosoma è un processo altamente regolato e ordinato al fine di garantire la "compatibilità "con gli altri eventi del ciclo cellulare batterico. Recentemente, nei megaplasmidi presenti in specie batteriche del gerere Bacillus, sono stati scoperti segrosomi derivati dalla famiglia di proteine citoscheletriche della tubulina che sono GTPasi.
Molti antibiotici agiscono inibendo la sintesi proteica o le proteine stesse responsabili della divisione cellulare batterica, interferendo con la formazione del segrosoma.